# Emacs Lisp
Emacs Lisp é a linguagem de programação usada para customização do editor de textos Emacs, e é também a linguagem em que grande parte do editor foi escrita. Trata-se de um dialeto de Lisp que mistura alguns conceitos de Common Lisp e tem outros recursos específicos para trabalhar com texto.